# M25狙擊手武器系統
XM25／M25是在1980年代後期由美國陸軍第10特種部隊群與海軍海豹部隊以M14自動步槍為基礎改良而成的半自動狙擊步槍。

## 改進
- 競賽級槍管
- 競賽級活塞
- 競賽級複進簧
- 競賽級瞄準鏡座
- B&L 「Tactical 10×40」光学瞄準鏡（標準裝備）
- Leupold「Ultra MK4」光學瞄準鏡
- McMillan玻璃纖維槍托
- 消音器

該槍僅配發給美國陸軍特種部隊—第10特種部隊群及美國海軍海豹部隊使用。

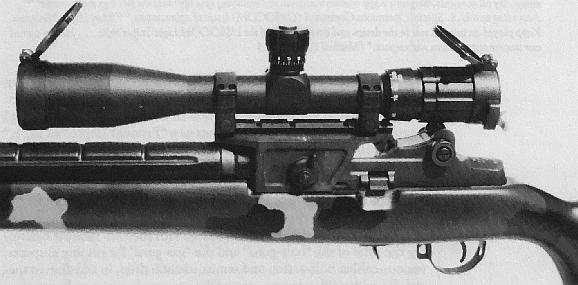

## 內部参考
- M14自動步槍
- M21狙擊手武器系統
- M24狙擊手武器系統
- SVD狙擊步槍

## 外部連結
- M25/XM25 at SniperParadise.com
- M25/XM25 at SniperCentral
- （中文）—槍炮世界—M25狙擊步槍 （页面存档备份，存于）